# Андріївський прапор
Андріївський прапор — прапор з використанням косого хреста. Символіка Андріївського прапора має давнє християнське коріння. Апостол Андрій уславився як невтомний мандрівник-проповідник християнства. Його життя завершилося мученицькою смертю — розп'яттям на косому хресті.

## Шотландія
Шотландський прапор є одним з найдревніших національних прапорів у світі. Згідно з легендою, християнський апостол і мученик Андрій Первозванний, покровитель Шотландії, був розіп'ятий на косому хресті.
Версія про сакральне походження символу сходить до літописцю Волтеру Боверу й історику Джорджу Б'юкенену. Вони стверджували, що концепція прапора пов'язана з битвою IX століття, в якій король Ангус II очолював об'єднане військо піктів і скотів, які воювали проти англів і короля Етельстана. Тоді в синьому небі виник чудотворний білий хрест, який війська Ангуса сприйняли як ознаку перемоги. Проте, перші ікони із зображенням сцени розп'яття, ймовірно, з'явилися в період правління Вільгельма I.
Наприкінці XIII століття зображення хреста з'явилося на шотландських печатках, зокрема, 1286 року воно було присутнє на печатці шотландських гвардійців. Наприкінці XIV століття поширення набуло зображення розп'яття без тіла самого Андрія Первозванного, і цей символ (білий косий хрест) отримав в шотландської геральдиці назву «салтір» (англ. Saltire) або crux decussata (в пер. З лат. «X-подібний хрест»). Нині слово «салтір» використовується як альтернативна назва національного прапора шотландців. В 1385 шотландський парламент ухвалив, що білий хрест повинен зображуватися на броні всіх воїнів, як спереду, так і ззаду. Перша згадка про використання салтіра як прапора міститься в книзі Vienna Book of Hours, виданої близько 1503 року. При цьому білий хрест розташовується не на синьому, а на червоному тлі. Поява синього фону датується принаймні XV століттям, і перша достовірна ілюстрація синьо-білого прапора присутня в Реєстрі шотландських військ Девіда Ліндсея.
Білий хрест на синьому тлі є одним з найбільш впізнаваних символів Шотландії.

### Шотландські мотиви
Ряд прапорів походять від прапору Шотландії.

Прапор особистої унії Англії і Шотландії з 1606 по 1707 рік і Королівства Великої Британії з 1707 по 1801 рік
Сучасний прапор Великої Британії

## Росія

### Імперський флот
Шанування в Росії апостола Андрія і особливе відношення до нього царя Петра I виявилося в тому, що в 1696 році перший російський орден було названо «Андріївським». Головною частиною ордену було зображення апостола Андрія, розіпнутого на косому хресті. Цей орден на блакитній стрічці до 1917 року залишався головною і найшанованішою нагородою.

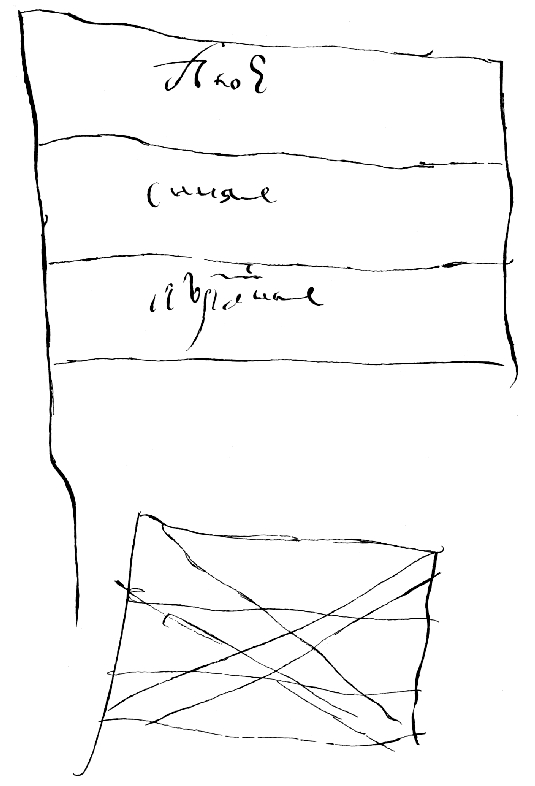
Малюнки російських морських прапорів.

Ставши царем, Петро I багато уваги приділяв розробкам малюнків російського воєнного прапора. У 1692 році він накреслив два ескізи. Один — з трьома паралельними смугами і підписом: «білою», «синьою», «червоною» потім став прообразом російського торговельного і національного прапора. Другий ескіз — з вказівками тих же кольорів з «накладеним» на них Андріївським хрестом. У 1693 і 1695 роках прапор другого малюнку був занесений в ряд міжнародних атласів як «прапор Московії». З 1692 по 1712 Петро I намалював ще вісім ескізів прапорів, послідовно наближаючись до остаточного варіанту — «Прапор білий через який синій хрест св. Андрея того ради, що від цього апостола прийняла Росія святе хрещення».
Слід зазначити, що прапор своїм зовнішнім виглядом нагадував шотландський, що видається нормальним, бо при дворі царя Петра I служило багато вихідців з того краю, які були його близькими друзями. У такому вигляді Андріївський прапор підносився на російських військових кораблях аж до листопада 1917 року. Також, за його зразком було затверджено посадові прапори.

### Народно-революційний флот ДВР

Народно-революційний флот ДВР

### Військо Донське

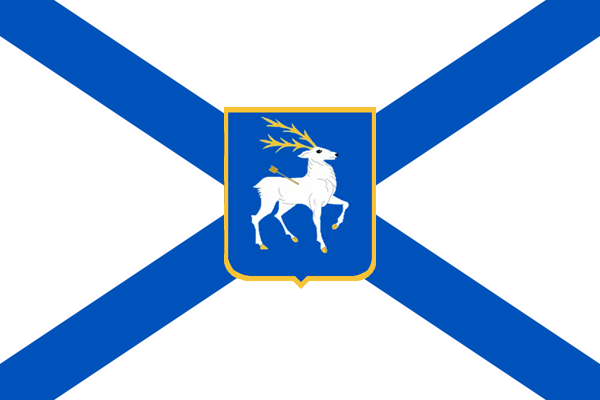
Військово-морський прапор ВВД

Влітку 1918 на Азовському морі був створений флот Всевеликого Війська Донського. 31 жовтня 1918 в його Зводі морських установлень було опубліковано опис кормового прапора військових кораблів. Це був Андріївський прапор, але в його центрі містився герб — в лазуровому полі срібний олень, поранений золотою стрілою.

### Колаборанти

Шеврон РВА із Андріївським прапором

В роки Другої Світової Війни символіка Андріївського прапора використовувалася колаборантськими частинами РОА генерала Власова. Після розвалу СРСР, 17 січня 1992 року уряд Російської Федерації прийняв постанову про повернення статусу Андріївського прапора.

### СРСР

Гюйс і кріпак прапор (сторожових фортець) СРСР, 1924—1932

Більшовики частіше за все використовували Андріївський прапор в незмінному вигляді, другі поряд із своїми червоними революційними прапорами на перших порах використовували Андріївські прапори із червоними вертикальними стрічками, але в 1918 році Андріївський прапор в Радянській Росії був остаточно замінений на червоне полотнище із написом «РРФСР» в крижі.
Незважаючи на скасування більшовиками інших історичних символів Росії, гюйс ВМФ Російської імперії використовувався в РРФСР і СРСР до 29 серпня 1924 року. З незначними змінами — в центральній частині гюйса в білому колі зображувалася червона зірка з серпом і молотом посередині, він продовжував використовуватися до 1932 року.

### Земельні та міські прапори
Прапор ВМФ Росії активно використовується у символіці областей та міст, які пов'язані з морем.

Прапор Архангельської області
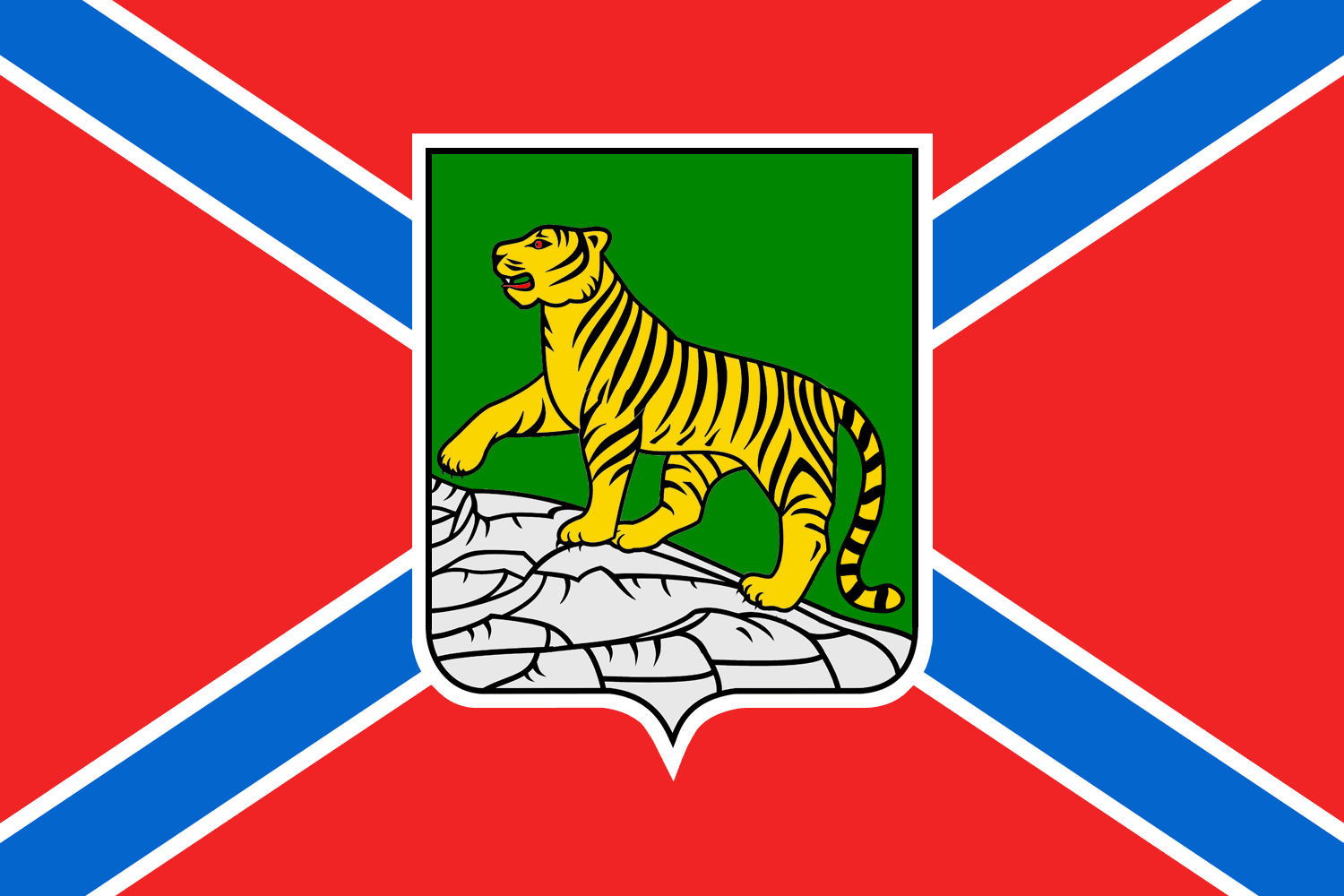
Прапор Владивостока

## Країна Басків

Прапор Країни Басків

Ікуррінья (власна назва прапору Країни Басків) була створена ідеологом баскського націоналізму Сабіно Аранеєм в 1894 році. Спочатку ікуррінья була символом Біскайї — найбільшої провінції Країни Басків, але незабаром стала сприйматися як прапор басків взагалі, як в Іспанії, так і у Франції.
Прапор є поєднанням зеленого андріївського хреста і білого георгіївського хреста на червоному полі. Червоний прапор — це історичний символ Біскайї. Святий Андрій відзначається у басків, оскільки за переказами в 867 році в його день баски здобули перемогу в битві при Падурі. Зелений колір хреста одночасно означає незалежність і нагадує про дубі Герніки — символи баскського народу. Білий хрест — символ Бога.
Безсумнівним прототипом для дизайну баскського прапора послужив прапор Великої Британії, яка сприймалася ще з середньовіччя як одвічний суперник Іспанії на морі і суші.
У 1936 році після перемоги на виборах Народного фронту Країна Басків отримала самоврядування в статусі автономного регіону і ікуррінья була офіційно оголошена прапором Країни Басків. Після перемоги Франко почалося переслідування баскських націоналістів, а прапор був заборонений. Акції ETA і інші націоналістичні виступи часто включали публічну демонстрацію ікурріньї. Через п'ятнадцять днів після смерті диктатора в баскському футбольному дербі між Атлетик Більбао і Реал Сосьєдад (Сан-Себастьян) двоє гравців з різних команд винесли на поле прапор, що на той момент ще було незаконним, і не понесли ніякого покарання. Коли відбулося відновлення монархії, заборона на національну символіку басків була знята. У 1979 році прапор повторно був затверджений як офіційний символ автономного співтовариства.

## Україна

### Флот

Український церемоніальний Андріївський прапор, який малося підняти в День Свята Морського Корпусу 6 листопада 1918 року. Однак з ініціативи моряків було піднято звичайний варіант прапора, без українського крижа.

Знайшлося місце для Андріївського прапора і в армії УНР. Зокрема, жовто-блакитні андріївські прапори із малиновим хрестом в центрі фігурують на церемонії проголошення Третього Універсалу. Також, в 1918 році, як стара традиція Чорноморського Флоту, у флоті Української Держави було заведено Андріївське знамено із блакитно-жовтим прапором в крижі. Окрім того, в морському міністерстві гетьмана розглядався варіант прийняття Андріївського прапора як воєнного прапора Української Держави, але такий варіант був відхилений.

### «Новоросія»

Військовий прапор «Новоросії»

Прапор псевдодержавного утворення «Новоросія» містить Андріївський хрест. 13 серпня 2014 року комісія з символіки «Новоросії» представила Прапор збройних сил («Військове прапор») Новоросії — червоне полотнище з накладеним синім на білому тлі Андріївським хрестом. Як підкреслили його творці, в ньому поєднані червоний прапор Великої Перемоги і прапор російського Військово-морського флоту. Крім того, прапори червоного, темно-червоного і малинового кольорів використовували запорізькі козаки. Синій Андріївський хрест на білому тлі є прапором російського Військово-морського флоту. 22 серпня 2014 року «парламент Новоросії» затвердив зображення даного «бойового прапора».

## Царство Польське

Прапор Царства Польського 1815—1832

20 червня 1815 була оприлюднена Конституція Царства Польського — держави створеної 3 травня того ж року, що знаходилася в особистій унії з Російською імперією «на вічні часи». Згідно з конституцією, був встановлений прапор військових кораблів Царства Польського. Ним став Андріївський прапор у лівому верхньому куті якого містився червоний кантон із зображенням срібного коронованого орла — герба Польщі. Після поразки Польського повстання 1830—1831 років та оприлюднення Органічного статуту, 12 квітня 1832 даний прапор був скасований.

## Інші прапори

Прапор Кракова
Прапор Ріо-де-Жанейро
Прапор Форталеза
Прапор Таллахассі
Прапор Катвейку
Прапор Сан-Андрес-і-Провіденсії
Бойовий прапор Конфедеративних штатів Америки